# Иванович, Божидар
Божидар Иванович (серб. Божидар Ивановић; 24 августа 1946, Цетине) — черногорский шахматист, гроссмейстер (1978).

## Шахматная карьера
Лучшие результаты в чемпионатах Югославии: 1973 — 1-е; 1977 — 3—5-е; 1981 — 1-е; 1983 — 1—2-е места. Участник Олимпиад 1982 и 1984 в составе команды Югославии. В зональном турнире ФИДЕ на первенство мира (1981, Бечич) — 4-е место.
Лучшие результаты в других международных соревнованиях: Приштина (1972) — 4—5-е, 1973 — 2—6-е и 1974 — 1-е; Бар (1977) — 1-е; Балашиха (1977) — 2-е; Винковци (1982) — 3—5-е; Вршац (1983) — 4—6-е; Мец (1984 и 1985) — 1—4-е и 1—2-е; Белград (1986) — 1—2-е; Пула (1986 и 1987) — 2—5-е и 3—5-е места. В 1985 выиграл матч у М. Матуловича — 4½ : 3½ (+2 −1 =5).

## Изменения рейтинга
| Графики недоступны из-за технических проблем. См. информацию на Фабрикаторе и на mediawiki.org. |